# Dea
Dea je žensko osebno ime.

## Izvor imena
Eni raziskovalci ime Dea, kakor tudi Deja  povezuje z latinsko besedo dea v pomenu »boginja« in je sorodno imenom Doroteja, Teja in Teodora, drugi pa ime Dea razlagajo kot skrajšano obliko imen Andrea oziroma Desideria 

## Različice imena
- ženske različice imena: Deana, Deja, Dejka,
- sorodna imena: Diana, Tea, Teja, Doroteja, Bogdana, Teodora

## Pogostost imena
Po podatkih Statističnega urada Republike Slovenije je bilo na dan 31. decembra 2007 v Sloveniji število ženskih oseb z imenom Dea: 79.

## Osebni praznik
V koledarju so Dea in njene različice lahko uvrščene k imenu Teja oziroma Doroteja (god 12. marec|12. marca oziroma 25. julija)   